# ナカニシ
株式会社ナカニシは、栃木県鹿沼市に本社を置く歯科医療用ハンドピース、工業用スピンドルなどを製造・販売する企業。海外135か国で販売し、14か国に現地法人がある。
東証スタンダード市場TOP20の構成銘柄の一つである。

## 沿革
- 1930年（昭和5年）- 中西敬一が中西製作所を東京都千代田区で創業。
- 1945年 - 栃木県鹿沼市に疎開移転し鹿沼市内の企業に設備一式を売却。
- 1951年 - 設備一式を買い戻し鹿沼市上日向にて「中西製作所」再興。
- 1953年 - 有限会社に組織変更「有限会社中西歯科器械製作所」に社名変更。
- 1981年 - 株式会社に組織変更「株式会社中西歯科器械製作所」に社名変更。
- 1996年（平成8年）- 現社名「ナカニシ」に変更。
- 2000年 - 株式を店頭公開（現在のジャスダック）。
- 2003年 - NSK Europe GmbHを設立。
- 2005年 - NSK France SAS（パリ）およびNSK Shanghai Co.Ltd（上海）を設立。
- 2006年 - 「ABS-1200」が第4回モノづくり部品大賞にて「日本ブランド賞」を受賞。
- 2007年 - NSK United Kingdom Ltd.（イギリス）, NSK Oceania Pty Ltd.（シドニー）およびNSK Rus&CIS（モスクワ）を設立。
- 2008年 - NSK Dental Spain SA（スペイン・マドリード）設立。
- 2009年 - NSK Asia Pte Ltd.（シンガポール）を設立。
- 2011年 - NSK Dental LLC（シカゴ）を設立。
- 2013年 - NSK Latin America Ltda.（ブラジル）を設立。
- 2017年 - 新本社を建てる。
- 2018年 - 宇都宮西中核工業団地に新工場"A1"が完成。相談役会長・中西崇介が旭日小綬章を受章。